# World Team Challenge 2023
World Team Challenge 2023 (oficjalnie bett1.de Biathlon World Team Challenge 2023) – dwudziesta druga edycja pokazowych zawodów biathlonowych, które zostały rozegrane 28 grudnia 2023 roku na stadionie piłkarskim w Gelsenkirchen. Zawody składały się z dwóch konkurencji: biegu masowego i biegu pościgowego. Do zawodów przystąpiło 10 par mieszanych z 9 państw.

## Wyniki

### Bieg masowy
Źródło: .
| Poz. | Nazwisko                                         | Reprezentacja | Czas [min.] (+kara) |
| ---- | ------------------------------------------------ | ------------- | ------------------- |
| 1.   | Julia Simon / Fabien Claude                      | Francja       | 33:55,2 (+4)        |
| 2.   | Hanna Kebinger / Benedikt Doll                   | Niemcy        | +50,5 (+4)          |
| 3.   | Ingrid Landmark Tandrevold / Sturla Holm Lægreid | Norwegia      | +1:00,7 (+5)        |
| 4.   | Julija Dżima / Dmytro Pidruczny                  | Ukraina       | +1:16,8 (+5)        |
| 5.   | Polona Klemenčič / Jakov Fak                     | Słowenia      | +1:28,2 (+6)        |
| 6.   | Lisa Hauser / Felix Leitner                      | Austria       | +1:53,7 (+5)        |
| 7.   | Janina Hettich / Roman Rees                      | Niemcy        | +1:59,5 (+7)        |
| 8.   | Amy Baserga / Sebastian Stalder                  | Szwajcaria    | +2:22,4 (+8)        |
| 9.   | Lotte Lie / Florent Claude                       | Belgia        | +3:04,6 (+10)       |
| 10.  | Markéta Davidová / Michal Krčmář                 | Czechy        | LAP (+14)           |

### Bieg pościgowy
Źródło: .
| Poz. | Nazwisko                                         | Reprezentacja | Czas [min.] (+kara) |
| ---- | ------------------------------------------------ | ------------- | ------------------- |
| 1.   | Julia Simon / Fabien Claude                      | Francja       | 34:43,5 (+3)        |
| 2.   | Ingrid Landmark Tandrevold / Sturla Holm Lægreid | Norwegia      | +57,5 (+3)          |
| 3.   | Polona Klemenčič / Jakov Fak                     | Słowenia      | +1:08,2 (+2)        |
| 4.   | Janina Hettich / Roman Rees                      | Niemcy        | +1:10,1 (+4)        |
| 5.   | Julija Dżima / Dmytro Pidruczny                  | Ukraina       | +1:30,5 (+6)        |
| 6.   | Hanna Kebinger / Benedikt Doll                   | Niemcy        | +1:32,2 (+7)        |
| 7.   | Lotte Lie / Florent Claude                       | Belgia        | +1:37,3 (+4)        |
| 8.   | Markéta Davidová / Michal Krčmář                 | Czechy        | +1:58,1 (+6)        |
| 9.   | Amy Baserga / Sebastian Stalder                  | Szwajcaria    | +1:59,1 (+5)        |
| 10.  | Lisa Hauser / Felix Leitner                      | Austria       | +2:24,5 (+7)        |